# Alena Čepelková
Alena Čepelková, rozená Stehlíková (* 5. července 1953) je česká horolezkyně, jedna z nejúspěšnějších horolezkyň v 80. letech 20. století. Po roce 1989 působila v různých funkcích horolezeckých organizací, od roku 2005 do roku 2009 byla předsedkyní ČHS jako první žena v této funkci.
Lezení se věnuje od roku 1973. V počátcích se souběžně s výstupy ve Vysokých Tatrách věnovala i lezení na pískovcových skalách a sportovním cestám v zahraničních terénech, později se zaměřila hlavně na výstupy ve vysokých horách a lezení v ledu. Výstupy podnikala ve smíšených i samostatných ženských družstvech. Za dva výstupy v čistě ženské dvojce se Zuzanou Hofmannovou obdržela nejvyšší ocenění českého horolezeckého svazu – "Výstup roku s hvězdičkou" a v roce 1984 byla oceněna titulem mistr sportu v horolezectví. Kromě aktivního lezení se věnuje mapování historie českého horolezectví, publikuje články s horolezeckou tematikou a fotografuje. Její bývalý manžel je východočeský horolezec František Čepelka. 

## Výběr z výstupů
- 1978 – Vysoké Tatry: Kežmarský štít, Kútom stěny – zimní výstup, Julské Alpy: Šite – přímá cesta zářezem, Travnik – Aschenbrennerova cesta
- 1979 – Alpy: Petit Dru – Americká diretissima, Mt.Blanc du Tacul – Gervasutiho pilíř
- 1981 – Kavkaz: 1. ženský výstup klasifikace 5B na Kavkaze, Chergianiho cesta S stěnou Ťuťu se Zuzanou Hofmannovou - výstup roku ČHS, Alpy: Augille du Fou – Harlin, Petit Dru – Harlin
- 1982 – Bergell: Piz Gemelli – Žehlička, 1. ženský zimní výstup a 2.celkově, se Zuzanou Hofmannovou, Piz Badile – 1. zimní a 1. ženský výstup Anglické cesty se Zuzanou Hofmannovou[1]- výstup roku ČHS, Adršpach: Milenci – cesta slunečního svitu, Alpy: Wetterhorn – přímý Z pilíř
- 1983 – Pamír: Pik Četyrjoch, Pik Koržeňěvské (cesta Budanova), Pik Komunizmu (Borodkinova cesta)
- 1984 – Dolomity, 1. zimní ženský výstup na Cima della Madonna cestou Spigolo del Vello s přímou variantou se Zuzanou Hofmannovou, Himálaj: účastnice úspěšné československé expedice na Dhaulágirí
- 1985 – Pyreneje, Ordesa: La Fraucata – Diedro Alicantropia VI, Picos de Europa: Naranjo del Bulness – Via Murciana VI A2
- 1988 – Fanské hory: Čapdara – Sfinga
- 1989 – Vysoké Tatry: Lapiňského komín (zima), Ak-su: Petrograděc – prvovýstup VII+ (F.Čepelka, J.Polák) – čestné uznání ČHS
- 1992 – Yosemite: Astronman 5.11c, Bergell: Piz Badile – Another day in Paradise
- 2001 – Bergell: Piz Badile – Via del Fratello
- 2002 – Himálaj: účast na expedici Talung
- 2003 – Bergell: Piz Badile – Diritto D'autore
- 2004 – Himálaj: účast na expedici Talung, pokus o prvovýstup v SZ stěně alpským stylem
- 2007 – Himálaj: účastnice úspěšné expedice Gasherbrum I, pokus o vrchol
- 2008 – Mt. Damavand, Írán
- 2010 – Lofoty: Presten, Vestpillaren VI
- 2011 – Riglos: La Visera, Moskitos 6b
- 2012 – Ecrins: Auguille Dibona, Visite Obligatoire 6a+
- 2013 – Wadí Rum: Jebel Rum – The Pollar of Wisdom, Abu Aina Towers
- 2014 - Bergell - Piz Gemelli - Žehlička V
- 2015 - Dolomity - Tofana di Rozes - Primo Spignolo V+